# コトリンゴ
コトリンゴ（ローマ字表記はkotringo、本名：三吉里絵子、1978年7月17日 - ）は、日本の音楽家。

## 来歴
大阪生まれ。5歳でピアノを始め、7歳で作曲をするようになる。大阪、福岡、名古屋と転居し、高校卒業後、神戸の甲陽音楽学院に入学。同校を卒業ののち特別奨学金を得て1999年、バークリー音楽大学に留学、ジャズ作編曲科/ピアノ演奏科専攻。
コトリンゴという名前は、自身が大好きな「小鳥」と、曲作りの際に使っていたAppleのMacを合わせてできたもので、坂本龍一のラジオ番組に送ったデモテープでの表記は『kotori＋apple(コトリンゴ)』としていた。また、1日1個食べると医者が一日遠のくと聞いた事でニューヨークにいた頃よく食べていた「りんご」の意も含まれる。本人はインタビューで「本名でやりたいと言ったが、一曲目だけコトリンゴでリリースして、後で変えてもいいからと言われて結局そのままに」と語っている。
ピアノを始めたきっかけは、幼稚園で多くの子が習い始めたり、教室のオルガンでテレビアニメ『スプーンおばさん』（NHK総合）のエンディングテーマ「リンゴの森の子猫たち」を弾いている姿を見て自身も弾きたいと思ったため。
なお、ヤマハ音楽教室ではピアノのレッスンの他にアンサンブルのクラスがあり、そこで初めて演奏したバリー・マニロウの「コパカバーナ」ではYAMAHA DX7を使ってベースを担当。その様々なパートを全て鍵盤を使って行うというスタイルが、現在の音楽制作にも活かされている。
人生を変えた1曲は、マイルス・デイヴィスの「Freddie Freeloader」（『カインド・オブ・ブルー』）。これは、家にはアルバムが全て揃っていたり、家でこの曲が大音量でかかっている割合が多かったりと、ジャズが好きな父親の影響がある。
コトリトナンバとして一緒にライブ出演もしている南波志帆が家族と共にボランティアで動物の保護活動をしていた関係で、猫の「ゆき」を譲り受け2020年9月から一緒に暮らしている。この名前は南波志帆の母親が猫を保護し育てていた時に呼んでいたもので、そのまま名前も受け継ぐ事となった。
なお、コトリンゴのオリジナルグッズの折りたたみエコバッグには、造形作家の石田敦子 のデザインによる「ゆき」が描かれたものも存在する。
また、2021年秋頃からは「ゆき」と同様に南波志帆の実家で保護されていた猫の「まちこ」も家族に加わった。
20年ほど悩んでいたという車の運転免許証を2019年11月に取得した事を、『ALL GOOD FRIDAY（PART2）』（2020年3月13日、J-WAVE）内の「CITIZEN NEW TIME FOR YOU」のコーナーに出演した際に報告。
当初はなんとなく犬を迎え入れたいという漠然とした想いがあり、犬はいざという時の移動には車が必要との思いから取得に至った。
宝塚が好きな母親の希望もありクラシック・バレエを習い始めたが、自身ではあまりのめり込めなかった。
中学ではバレーボール部、高校ではテニス部に所属し、学生時代にバンド活動は行わなかった。
エアロスミスが好きでよく聴いていたが、バークリー音楽大学の卒業式ではスティーヴン・タイラーが講演し、卒業証書も渡された。
2003年学位取得後、4年程ニューヨークに生活拠点を移し、ピアノ教室で先生のアルバイトをしたりしていたが、その頃から飼っていたオスのセキセイインコ「マシュマロ」には精神的に助けてもらったことも多かった。
2005年秋より、バークリー音楽大学の卒業祝いに父親が買ってくれたPowerBook G4とGarageBandを使って、自宅で曲作り／デモテープ作りを始める。
2006年3月5日、坂本龍一のラジオ番組『RADIO SAKAMOTO』（J-WAVE）のオーディション・コーナー宛に送った「にちよ待ち」が坂本の耳に留まり、オンエアされる。
同年6月6日、坂本龍一に初めて会った際に誘われた「第1回 ロハスクラシック・コンサート2006」の東京公演（王子ホール）にて、コトリンゴとしての初ステージを踏む。
同年11月29日、commmonsより『こんにちは またあした』でデビュー。なお、6月の「第1回 ロハスクラシック・コンサート2006」には月桂冠のCM監督が来ており、月桂冠「つき」のCMタイアップ曲となった。
2009年11月28日、東京での初のバンド・ワンマンライブ「trick＆tweet tour ～コトリンゴのいたずらとさえずりバンドライブ～」を代官山UNITにて行う。
2013年、8月11日に東京・夢の島公園で開催された音楽フェスティバル「WORLD HAPPINESS 2013」を皮切りにメンバー6人の新体制となったKIRINJIに加入。2017年12月14日の大阪・味園ユニバース公演まで活動。

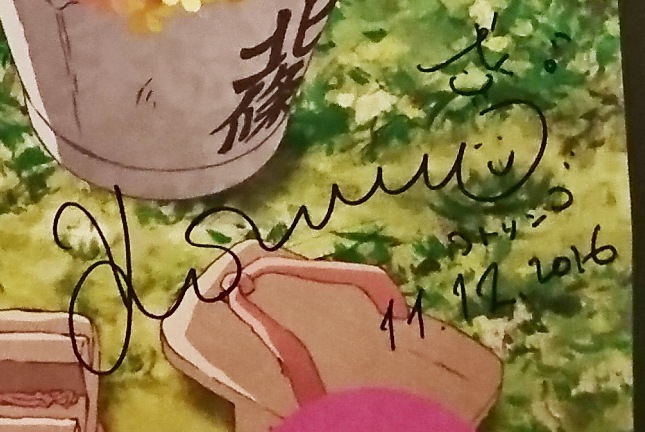
映画『この世界の片隅に』の映画ポスターに書かれたコトリンゴによるサイン。

2016年11月、映画『この世界の片隅に』の音楽を担当。
毎日映画コンクール音楽賞、日本アカデミー賞優秀音楽賞、おおさかシネマフェスティバル2017音楽賞 を受賞。
2017年1月、『小林さんちのメイドラゴン』劇伴制作参加時より、伊藤真澄、コトリンゴ、Babi、良原リエからなるトイピアノカルテット「toi toy toi」として活動。2017年4月、『アリスと蔵六』では、toi toy toiでエンディングテーマを担当。シングル『Chant』をリリース。
同年11月、アルバム『雨の箱庭』を自身のレーベルkoniwaからリリース。
2018年10月、初の海外ツアー、南米アルゼンチン公演を行う。作家・有川浩の小説『旅猫リポート』が映画化されるのに伴い音楽を担当。自らが歌う挿入歌「奇跡は」、主題歌「ナナ」を担当。
同年11月、初のライブアルバム『Slow LIVE at HONMONJI ～箱庭でピチカート～』を発表。
2019年7月、アルゼンチンのフォルクローレグループPAULA Y LOS PAJAROS（パウラ・イ・ロス・パハロス）のアルバム『LO INVISIBLE（ロ・インビジブル（目に見えざるもの））』に共演曲「Calling (with コトリンゴ)」が収録。
同年8月、韓国で公開の日本・中国・韓国の三か国共同制作のアニメーション映画『안녕, 티라노: 영원히, 함께（My TYRANO: Together, Forever）』のエンディング曲「낙원으로 둘이서（楽園をふたりで）」（ボーカルは요조（YOZOH）と생각의 여름（Summer of Thoughts））の作編曲を担当。朝鮮語翻訳は요조（YOZOH）。
同年10月、映画『駅までの道をおしえて』の挿入歌「また会うときは」、主題歌「ここ」を担当。
同年12月、映画『この世界の片隅に』に約40分の追加シーンを加えた新作映画『この世界の(さらにいくつもの)片隅に』の音楽を引き続き担当。既存の33曲に加え、新曲4曲と「たんぽぽ」の一部を新たにレコーディング。また、自身の選曲による2枚組からなる初のベストアルバム『小鳥観察 Kotringo Best』をリリース。
2020年3月28日、「SAKURA MUSIC NIGHT - The Tree of Light feat.コトリンゴ -」と題した生配信ライブを行い、事前募集した桜の写真とのコラボレーションを実現させた。なお、当初は8万球のLEDが施されたデジタルアート作品「The Tree of Light -灯桜-」とその下に設置されたストリートピアノによるコラボレーションを予定していたが、雨天等により急遽会場が都内スタジオに変更された。
同年12月20日、『新しいオンラインフェスティバル・布博』 でのスペシャル音楽ライブ（配信ライブ）にて、CDやオリジナルグッズを販売するオフィシャルオンラインストア kotringo Online Store を開設した事を発表。
同年12月31日、KIBO宇宙放送局 にて生配信された宇宙ライブエンターテイメント番組『THE SPACE SUNRISE LIVE 2021』に生出演。地上スタジオ（テレビ東京 六本木第1スタジオ）から副田整歩のバリトンサックスと共に「こんにちは またあした」をピアノで生演奏・生歌唱し、その模様は国際宇宙ステーション（ISS）上に開設されたスタジオを経由し生配信された。
2021年1月23日、アルゼンチンのアーティストCribasと一緒に録音した「Ludmila」（同じくアルゼンチンのルイス・アルベルト・スピネッタ（Luis Alberto Spinetta）のスピネッタ（Spinetta Jade）名義の楽曲カバー）を彼の誕生日に合わせてYouTubeにて公開。
同年3月19日、公式YouTubeチャンネル を開設。
同年3月29日放送の『いないいないばあっ!』（NHK Eテレ）より、toi toy toiとしてコーナー音楽、BGM、ジングルなど番組内の音楽の一部を担当。
同年3月31日、コトリンゴ名義としては初のライブ映像作品となる『小鳥一会「小鳥観察 kotringo Best」発売記念ライブ 2020』をリリース。
同年12月10日、当初2020年初夏公開予定 だった映画『さよなら、ティラノ』 のエンディング曲「楽園をふたりで」をハナレグミと共に担当。
同年12月19日、湯山玲子プロデュースのもと、アルバム『ツバメ・ノヴェレッテ』を自身の手でオーケストラ化した「爆クラ! presents ツバメ・ノヴェレッテ ～コトリンゴ×首藤康之×オーケストラ・アンサンブル金沢で送る、新時代のダンス交響詩～」を高山市民文化会館 大ホールにて開催。
この公演ではコトリンゴは演奏・歌唱・詩の朗読を担当し、他に演奏をオーケストラ・アンサンブル金沢（指揮：鈴木織衛）、歌唱をTHE LEGENDの3人（志村糧一／吉田知明／菅原浩史）、ダンスによる白いツバメを首藤康之が演じた。
同年12月29日、30日、2022年1月1日の3回に渡り、自らが進行も務めたラジオ番組『コトリンゴパーク』（NHKラジオ第1・NHK-FM）が放送。それぞれ「かわいい」「映画」「チャレンジ」をテーマに、トーク・選曲・演奏で構成され、この番組のために書き下ろされたテーマ曲やジングルの他、演奏ではピアノと歌唱による新録されたものが披露された。
2022年1月、広島電鉄とON THE TRIPによるまち歩きオーディオガイドコンテンツ『あなたがそこで降りるなら』用に、テーマソング「あなたがここでおりるなら」と5つの駅をイメージした楽曲を制作。このテーマソングはGPS機能によって広島の実地でないと聴く事ができない仕様になっている他、位置情報を使用したデジタルスタンプラリーを完成させることで、本人の直筆コメントを読む事ができるコンテンツとして提供された。
同年6月、湊かなえの小説『母性』が11月に映画公開されるのに伴い、音楽を担当する事が発表された。

## ディスコグラフィー

### サウンドトラック
※コトリンゴ個人名義のサウンドトラックのみ

## 参加作品
- AFRA & INCREDIBLE BEATBOX BAND『WORLD CLASS』（2008年9月24日）
  - 13.「What Does That Look Like? feat. コトリンゴ」
- YMCK & DE DE MOUSE『DOWN TOWN』（2008年9月24日）
  - 4.「メトロポリタン美術館／DE DE MOUSE」（大貫妙子）
- V.A.『旅と音楽と、』（2008年11月5日）
  - 9.「ひこうき雲」（荒井由実）
- V.A.『雪と花の子守唄 〜バカラック・ララバイ集〜』（2009年3月10日）
  - 2.「The April Fools」（Dionne Warwick）
- FreeTEMPO『COVERS』（2009年9月9日）
  - 6.「Stars」（FreeTEMPO）
- 『ぷよぷよ7 オリジナルサウンドトラック』（2009年12月11日）
  - 41.「ぷよぷよのうた コトリンゴCMバージョン」
- V.A.『BECK THE MOVIE Soundtrack』（2010年9月15日）
  - 1.「コユキ」
  - 4.「ダッシュ」
  - 12.「コユキとサク」
  - 14.「キス～登校」
  - 18.「トライアングル」
  - 21.「体育館前」
  - 23.「すれ違い」
  - 26.「ステージへ」
  - 27.「コユキとマホ」
- V.A.『Christmas Songs』（2010年11月17日）
  - 6.「Sleigh Ride （そりすべり） 」
- V.A.『Re: TTLE CREATURES』（2011年1月19日）
  - 6.「HE PASSED DEEPLY」（LITTLE CREATURES）[注 28]
- コトリンゴ『ちいさなあなたへ』（2011年4月27日）
  - 1.「ちいさなあなたへ」[注 29]
- mito『DAWNS』（2011年5月18日）
  - 3.「montage」
- V.A.『Happy Holidays! 〜CITY POPS COVERS〜』（2011年12月14日）
  - 3.「う、ふ、ふ、ふ」（EPO）
- V.A.『BEST OF GALAXY MUSIC』（2012年1月25日）
  - 3.「Dance」[注 30]
- 須藤寿 GATALI ACOUSTIC SET『The Great Escape』（2012年9月26日）
  - 3.「ウィークエンド -Theme From The Great Escape-」
- 坂本龍一 + コトリンゴ 『新しい靴を買わなくちゃ オリジナル・サウンドトラック』（2012年10月17日）
  - 1.「Menuet K. 1 - piu mosso」 / 坂本龍一
  - 2.「Hint」 / 坂本龍一
  - 3.「Chaussures Neuves」 / コトリンゴ
  - 4.「Champs - Élysées'」 / コトリンゴ
  - 5.「Hotel」 / コトリンゴ
  - 6.「Sol e Mar」/ Vinicius Cantuaria
  - 7.「Bar」 / コトリンゴ
  - 8.「Fashion Show」 / コトリンゴ
  - 9.「Kitchen」 / コトリンゴ
  - 10.「La Seine」 / コトリンゴ
  - 11.「Menuet K.1 - meno mosso」 / 坂本龍一
  - 12.「On the Boat」 / 坂本龍一
  - 13.「Seperation」 / 坂本龍一
  - 14.「新しい靴を買わなくちゃ」 / 坂本龍一
- V.A.『TOWER RECORDS CAFE -shibuya smooth music-』（2012年11月28日）
  - 2.「Sunday Morning」[注 31]
- SONG for LIGHT UP NIPPON『Light Up Nippon〜空に花、大地に花〜』（2013年7月10日）
- mito/横山克『「心が叫びたがってるんだ。」オリジナルサウンドトラック』（2015年9月16日）
  - 20.「Harmonia」（映画『心が叫びたがってるんだ。』、ソニー製ハイレゾ対応「ウォークマン®」＆ヘッドホンコラボCMソング）
- ELEVENPLAY 『MOSAIC Original Sound Track』（2015年）
  - 8.「あたま、こころ」
- C.O.S.A. x KID FRESINO『Somewhere』（2016年7月20日）
  - 4.「Swing at somewhere feat. コトリンゴ」
- V.A.『FLOWER もみじ市10周年記念アルバム』
  - 2.「The Trolley Song」
- 伊藤真澄 『TVアニメ『小林さんちのメイドラゴン』オリジナルサウンドトラック「小林さんちのイシュカン・ミュージック」』（2017年4月12日）
  - -Disc1-
    - 6.「ドラゴン探検隊」
    - 11.「謎のドラゴン、エルマ」

  - -Disc2-
    - 12.「心の距離」
    - 21.「おやすみ、また明日」
- toi toy toi『Chant』（2017年5月24日）
  - 1.「Chant (kotringo edition)」（『アリスと蔵六』エンディングテーマ）
  - 2. 「あいのかたち」（『アリスと蔵六』挿入歌・作詞）
- toe『That’s Another Story』（2018年1時24日）
  - 01.「He Passed Deeply (Feat. コトリンゴ)」
- 松本淳一『TVアニメーション「魔法使いの嫁」オリジナルサウンドトラック2』（2018年3月28日）
  - 23.「Story」（第22話、挿入歌）
- 蓮沼執太『windandwindows』（2018年4月14日）
  - 5.「My Philosophy with kotringo」
- コトリンゴ kotringo with María Paula Torre『旅する小鳥たち Pájaros Viajeros』（2018年）[注 32]
  - 1.「Calling」（music & arrangement: kotringo / lyrics: María Paula Torre & kotringo / piano, vocal & programming: kotringo）
  - 2.「classroom」（music & lyrics: kotringo / arrangement: María Paula Torre / piano, vocal: kotringo）
  - 3.「Milonga pa’ presentarme」（music, lyrics & arrangement: María Paula Torre / melodica, vocal: kotringo)
- PAULA Y LOS PAJAROS『LO INVISIBLE』（2019年7月13日）
  - 10.「Calling (with コトリンゴ)」
- 『さよなら、ティラノ』オリジナル・サウンドトラック（2020年4月15日）
  - 34.「楽園をふたりで」ハナレグミ&コトリンゴ（作詞：坂本慎太郎／作曲：コトリンゴ／プロデュース：コトリンゴ・坂本龍一）
- MUSIC UNITES AGAINST COVID-19（2020年4月28日）
  - 「DOOR」[注 33]
- The Okura TOKYO Wedding（2020年4月30日）
  - 「The Okura TOKYO Wedding 夢より素敵。」ムービー用音楽[注 34][48][49]
- toi toy toi『さよならアンブレラ』（2020年6月27日）
  - 「さよならアンブレラ」（作詞：Babi、コトリンゴ／作曲：伊藤真澄）
- kotringo コトリンゴ & Cribas「ludmila (L.A. Spinetta) 」（2021年1月23日）[注 35]
- 上田麗奈『Nebula』（2021年8月18日）[注 36][50][51]
  - 6．「デスコロール」（作詞：良原リエ／作曲・編曲：Babi）
  - 10.「wall」（作詞・作曲・編曲：コトリンゴ）
- 伊藤真澄、近藤研二、コトリンゴ 『TVアニメ『小林さんちのメイドラゴンS』オリジナルサウンドトラック「イシュカン・ミュージックS」』（2021年9月29日）
  - -Disc1-
    - 11.「初めての気持ち」
    - 12.「ドラゴン探偵」

  - -Disc2-
    - 6.「破壊欲」
    - 9.「不気味な気配」
    - 10.「寂しい心」
    - 11.「昔の記憶」
    - 12.「目新しい世界」
- FreeTEMPO『Sekai』（2021年9月8日）
  - 10.「Sendai (feat. コトリンゴ)」[52]
- つじあやの『HELLO WOMAN』（2022年1月6日）
  - 9．「にじ」（編曲・楽曲プロデュース[53]：コトリンゴ）
- ON THE TRIP 広電まち歩き「あなたがそこで降りるなら」（2022年1月28日）
  - 「あなたがここでおりるなら」（作詞・作曲・編曲：コトリンゴ）[注 37][54]。
- アニメ『コタローは1人暮らし』（2022年3月10日）
  - 「小さな手のひら」（作詞・作曲・編曲：コトリンゴ）[注 38][55]。
- V.A『FM STATION 8090 ～CITYPOP & J-POP～ by Kamasami Kong』（2022年7月20日）
  - 7.「う、ふ、ふ、ふ」（EPO）
- 劇場アニメ『小林さんちのメイドラゴン さみしがりやの竜』（2025年6月27日）
  - 「ねがいごと」（作詞：コトリンゴ、作曲・編曲：伊藤真澄）[注 39][56]

## 楽曲提供
- 南波志帆『君に届くかな、私。』（2009年9月15日）
  - 3.「クラスメイト」
- 南波志帆『ごめんね、私。』（2010年6月23日）
  - 3.「会いたい、会いたくない」
- 豊崎愛生『Love your life,love my life』（2011年6月1日）
  - 5.「march」
- 南波志帆『水色ジェネレーション』（2011年7月20日）
  - 5.「みっつの涙」
  - 8.「ふたりのけんか」
- 豊崎愛生『music』
  - 1.「music」（共編曲）
- 南波志帆『乙女失格。』（2012年12月5日）
  - 9.「anselm」
  - 10.「まつひと」
- 中島愛『Thank You』（2014年2月26日）
  - 12.「とうめいにんげん」
- KIRINJI 『11』（2014年8月7日）
- 牧野由依『タビノオト』（2015年10月7日）
  - 11.「太陽を巡って」（作・編曲）
  - 13.「まわる まわる」（作・編曲）
- KIRINJI『EXTRA 11』（2015年11月11日）
- 蓮沼執太『メロディーズ』（2016年2月3日）
  - 6.「テレポート」（共作曲）
- 豊崎愛生『all time Lovin'』（2016年3月23日）
  - 1.「銀河ステーション」（作詞）
- KIRINJI『ネオ』（2016年8月3日）
  - 6.「日々是観光」（作曲）
- 요조（YOZOH）, 생각의 여름（Summer of Thoughts）『낙원으로 둘이서 (영화 ‘안녕, 티라노: 영원히, 함께’ OST 수록곡)』（2019年7月20日）
  - 「낙원으로 둘이서」（作編曲）[注 40]
- 上田麗奈『Nebula』（2021年8月18日）[50][51]
  - 10.「wall」（作詞・作曲・編曲）

## プロデュース
- 井上芳雄『Greenville』（2023年3月22日）[57]
  - 1.「Prelude」 - 編曲
  - 2.「The Only」 - 編曲
  - 3.「タイムテーブル」 - 作詞・作曲
  - 6.「Diary」 - 編曲（堂島孝平と共同）
  - 7.「ライフ」 - 作詞・作曲・編曲
  - 8.「無題の詩」 - 編曲
  - 9.「記憶の庭」 - 編曲（おおはた雄一と共同）
  - 10.「あなたに贈る海風」 - 編曲

## 劇伴
- 『BECK』（2010年9月4日公開）[注 41]
- 『くまのがっこう 〜ジャッキーとケイティ』（2010年12月18日公開）
- 『新しい靴を買わなくちゃ』（2012年10月6日公開）[注 42]
- 『LIGHT UP NIPPON-日本を照らした奇跡の花火-』（2012年7月7日公開）公式サイト
- 『幸腹グラフィティ』（2015年1月9日 - 3月27日放送、TBSテレビ、BS-TBS 他 #放送局参照）
- 『この世界の片隅に』（2016年11月12日公開）
- 『小林さんちのメイドラゴン』（2017年1月12日 - 4月6日放送、TOKYO MX、他 #放送局参照）[注 43]
- 『旅猫リポート』（2018年10月26日公開）
- 『同居人はひざ、時々、頭のうえ。』（2019年1月9日 - 3月27日放送、AT-X、他 #放送局参照）
- 『長閑の庭』（2019年6月2日 - 6月23日、NHK BSプレミアム）
- 『この世界の（さらにいくつもの）片隅に』（2019年12月20日公開）
- 信州発地域ドラマ『ピンぼけの家族』（2020年3月4日放送、NHK BSプレミアム）
- 『小林さんちのメイドラゴンS』（2021年7月7日 - 9月22日放送、東京メトロポリタンテレビジョン、他 #放送局参照）[注 44]
- ABUアジアこどもドラマシリーズ「おかっぱ頭のトメさん」（2021年12月13日放送、NHK Eテレ）
- 『母性』（2022年11月23日公開）

## ライブ・イベント
【2009年】
【2010年】
【2011年】
【2012年】
【2013年】
【2014年】
【2015年】
【2016年】
【2017年】
【2018年】
【2019年】
【2020年】
【2021年】
【2022年】

## 出演

### 映画
- eatrip（2009年6月）
- くまのがっこう 〜ジャッキーとケイティ〜（2010年12月18日に公開（『チェブラーシカ』との併映） - 語り・主題歌「falalafala」を担当。

### テレビ
- “この世界の片隅に”コトリンゴの映画音楽－完全版－（2017年8月15日、NHK総合）[注 61][58]
- ニッポン印象派「碧い海と十字架と」（2019年2月3日、NHK BS4K・NHK BSプレミアム） - ナレーション[注 62]
- ニッポン印象派「急流七変化/黒部川」（2019年6月5日、NHK BS4K・NHK BSプレミアム） - ナレーション
- ニッポン印象派「南の島の一夜花」（2019年9月13日、NHK BS4K） - ナレーション[注 63]
- 知るしん 信州を知るテレビ「コトリンゴさんと“ピンぼけの家族”」（2020年2月7日、NHK長野）[59][60]
- BSコンシェルジュ『信州発地域ドラマ「ピンぼけの家族」直前スペシャル』（2020年2月28日、NHK総合）[59]
- 被爆75年のヒロシマへ コトリンゴが贈る 音楽のプレゼント（2020年6月12日、NHK広島）[61]
- れいわのへいわソング FROM HIROSHIMA（2020年8月6日、NHK広島／2020年8月9日、NHK総合）[62]
- グレーテルのかまど「コトリンゴのりんごのポロポロケーキ」（2020年10月12日、NHK Eテレ）[63][64]
- クラシック音楽館 大友良英 presents 武満徹の“うた”（2021年8月16日、NHK Eテレ）[65] - ナレーション、また、大友良英が武満徹作品のイメージに合わせて歌手と音楽家を集めた番組だけのスペシャル・セッションにて「小さな空」を披露。
- ハートネットTV ▽ルーツのバトンを受け継いで～フォトジャーナリスト安田菜津紀（2022年2月1日、NHK Eテレ） - ナレーション

### ラジオ
- FreeTEMPO RADIO SEASON1 #6（2021年9月29日、FreeTEMPO YouTube Channel）
- コトリンゴパーク「かわいい」「映画」「チャレンジ」（2021年12月29日・12月30日・2022年1月1日、NHKラジオ第1・NHK-FM）
- LIVE IN CLOVER ～HELLO WOMAN Special Edition～（2022年1月9日、α-STATION） - つじあやのアルバム『HELLO WOMAN』発売の特別番組。コトリンゴは楽曲「にじ」の編曲・楽曲プロデュース[53]で参加した為、コメント出演。

### 配信
- KIBO宇宙放送局「THE SPACE SUNRISE LIVE 2021」（2020年12月31日、KIBO宇宙放送局）[33]

## 楽譜、関連書籍
- 『映画「この世界の片隅に」 ＜公式楽譜集＞』(2017年3月17日発売、ヤマハミュージックメディア) ISBN 9784636945447

1. 悲しくてやりきれない
2. 隣組
3. みぎてのうた
4. たんぽぽ
5. すずさん

- 高野寛『対談集 夢の中で会えるでしょう』(2018年10月10日発売、mille books) ISBN 978-4-902744-93-4 C0073 - 対談相手の1人。